# フライアーズカース
フライアーズカース (Friar's Carse、1923年 - 1948年) は、アメリカの競走馬。
現役中は主に短距離路線で活躍し、1925年にはアメリカ最優秀2歳牝馬に選ばれている。繁殖牝馬としても競走馬・種牡馬の両方で成功したウォーレリックを送り出したほか、現代まで残る牝系の祖となった。

## 生涯
1923年、ジョン・A・ロセターによって生産された。その後、母馬のプロブレムとともにサミュエル・ドイル・リドルが経営するグレンリドルファームの所有となり、グウィン・R・トンプキンスが調教した。
フライアーズカースは2歳の5月から6月にかけてステークス競走を3勝するなど優れた競走成績を収めた一方で、8月に発症した喘鳴症（ノド鳴り）が原因で早期の引退を余儀なくされた。彼女は走るときに尻尾を振る癖があったが、それ以外は穏やかな性格だったと言われている。
引退後はグレンリドルファームで繁殖入りし、同じくリドルが所有するマンノウォーとの間にスピードボート（1933年テストステークス）やウォーレリック（1941年ナラガンセットスペシャルほか）、ウォーキルト（1945年デモワゼルステークス）などの優秀な産駒をもうけた。1948年に死亡。

## 戦績
1925年
- クローバーステークス（英語版）優勝
- ファッションステークス（英語版）優勝
- キーンメモリアルステークス（英語版）優勝

## 主なファミリーライン
牝系図の主要な部分（G1級競走優勝馬、日本の重賞馬、その他個別記事のある馬）は以下の通り。*は日本に輸入された馬。
- Friar's Carse 1923 
  - Black Carse 1927
    - Playfull 1940
      - Queen Hopeful 1951
        - Hasty Queen 1963
          - Fit to Fight 1979（米メトロポリタンHなどGI3勝）

  - Speed Boat 1930（テストS）
    - Swing Time 1935 
      - Highland Fling 1950
        - Sword Dancer 1956（ベルモントSほか）

    - The Sward 1936 
      - Ellendale 1944
        - Ellen's Best 1952
          - Ro Dear 1957
            - Native Go Go 1970
              - Biscayne Missy 1975
                - Early Decision 1985
                  - Kims Blues 1993
                    - Lotta Kim 2001
                      - Rachel Alexandra 2006（プリークネスSなどGI5勝）
                        - Rachel's Valentina 2013（スピナウェイS）

          - Hail to All 1962（ベルモントSほか）

    - Level Best 1938（CCAオークス）
      - Uno Best 1944
        - Bright Silver 1958
          - Alpine Peak 1964
            - Sun And Snow 1972
              - Windansea 1987
                - Sea Jamie Win 1993
                  - Dowry 2000
                    - Nereid 2008（米オークス）

            - Quatre Saisons 1975
              - Cuando Quiere 1988
                - Honey Ryder 2001（フラワーボウルS、E.P.テイラーS）

      - Level Lea 1950（ジョッキークラブゴールドC）

    - P T Boat 1941
      - Up Early 1948
        - Peep O Dawn 1957
          - Chatter Box 1967
            - Gadfly 1972
              - Green City 1981
                - Golden Sea 1987
                  - Glorosia 1995（フィリーズマイル）

  - Anchors Ahead 1932
    - On The Level 1939
      - Sally Catbird 1950
        - Clever Bird 1970
          - Smart Queen 1979 
            - M'Lady Doc 2000
              - Dayatthespa 2009（BCフィリー&メアターフなどGI3勝）

          - Dam Clever 1985
            - *トリッキーコード 1991
              - ハットトリック 2001（マイルCS、香港マイルなど重賞4勝）

    - Honor Bound 1945
      - Countess Fleet 1951（ヴァニティH）
        - Fleet Empress 1970
          - Dubai Spring 1981
            - Nice Choice 1988
              - County Tyrone 1998（クイーンズランドダービーほか）
              - Samar 1999
                - Samaready 2009（ブルーダイヤモンドS）
                  - Shinzo 2020（ゴールデンスリッパー）

              - Ilhaam 2004
                - Almalad 2011（J.J.アトキンス）

        - Fleet Victress 1972
          - Minstress 1983
            - Hum Along 1989
              - *ストームソング 1994（BCジュヴェナイルフィリーズ、フリゼットS）
                - Another Storm 1999
                  - Order Of St George 2012（愛セントレジャー2回、アスコットゴールドC）

                - *ストロベリーフェア 2001
                  - ミッドサマーフェア 2009（フローラS）
                  - フィアスプライド 2018（ターコイズS）

            - Sultry Lass 1990
              - Miss Summer Reign 1999
                - Summers Edge 2006
                  - Vero Amore 2011
                    - Vequist 2018（スピナウェイS、BCジュヴェナイルフィリーズ）

          - *アリーウイン 1984 
            - ウェディングブーケ 1990
              - ニホンピロローズ 1996
                - コパノニキータ 2001
                  - コパノリッキー 2010（フェブラリーS2回、東京大賞典など重賞13勝）

            - ヒガシブライアン 1991
              - サンライズペガサス 1998（産経大阪杯2回、毎日王冠）

      - Count of Honor 1953（ハリウッドダービー）
      - Her Honor 1954
        - Bold Honor 1965
          - Equal Honor 1974
            - Echoes 1987
              - Multicolour Wave 1998
                - *イルーシヴウェーヴ 2006（仏1000ギニー）

        - Entente 1971 
          - Hostage 1979（アーカンソーダービー）

        - Gantlette 1974
          - Pharlette 1980
            - Aletta Maria 1985
              - Cetewayo 1994（ソードダンサー招待S）
              - Dynaforce 2003（フラワーボウル招待S、ビヴァリーD・S）

            - Western Wind 1995
              - Western Ransom 2001
                - Pearly Blue 2007 
                  - Nobals 2019（BCターフスプリント）

  - War Relic 1938
  - War Kilt 1943
    - Providence 1947
      - Beactive 1954
        - Beat It 1962
          - Queen to Conquer 1976
            - Quebrada 1990
              - Quetena 2000
                - Querari 2006（イタリア共和国大統領賞）

            - Gara Yaka 1991
              - Silvester Lady 1998（独オークス）

        - Silver Cloud 1964（グランクリテリウム）

      - Prudent 1959（モルニ賞）

    - Lady o'War 1956
      - Distaff Decider 1967 
        - Nowanna 1974
          - *チャイナブリーズ 1991
            - アフレタータ 2000
              - ファインチョイス 2009（函館2歳S）
              - キャンディバローズ 2013（ファンタジーS）
                - ヤンキーバローズ 2022（ファルコンS）

        - Flaming Leaves 1975
          - Flaming Mirage 1992
            - Kinsale King 2005（ドバイゴールデンシャヒーン）

      - Black Eyed Lucy 1969
        - Sallys Ride 1982  
          - A Wild Ride 1987（ヘムステッドH）

        - Lucy Black 1986
          - Wild Lucy Black 1994 
            - Joyful Victory 2008（サンタマルガリータ招待S）

牝系図の出典：Galopp-Sieger

## 血統表
| フライアーズカース (Friar's Carse)の血統 | フライアーズカース (Friar's Carse)の血統                            | フライアーズカース (Friar's Carse)の血統                            | （血統表の出典）                                                    | （血統表の出典） |
| 父系                                     | ロックサンド系（ストックウェル系）                                  | ロックサンド系（ストックウェル系）                                  | ロックサンド系（ストックウェル系）                                  |                  |
| 父 Friar Rock 1913 栗毛                  | 父の父Rock Sand 1900 黒鹿毛                                         | Sainfoin                                                            | Springfield                                                         | Springfield      |
| 父 Friar Rock 1913 栗毛                  | 父の父Rock Sand 1900 黒鹿毛                                         | Sainfoin                                                            | Sanda                                                               |                  |
| 父 Friar Rock 1913 栗毛                  | 父の父Rock Sand 1900 黒鹿毛                                         | Roquebrune                                                          | St. Simon                                                           | St. Simon        |
| 父 Friar Rock 1913 栗毛                  | 父の父Rock Sand 1900 黒鹿毛                                         | Roquebrune                                                          | St. Marguerite                                                      |                  |
| 父 Friar Rock 1913 栗毛                  | 父の母Fairy Gold 1896 栗毛                                          | Bend Or                                                             | Doncaster                                                           | Doncaster        |
| 父 Friar Rock 1913 栗毛                  | 父の母Fairy Gold 1896 栗毛                                          | Bend Or                                                             | Rouge Rose                                                          |                  |
| 父 Friar Rock 1913 栗毛                  | 父の母Fairy Gold 1896 栗毛                                          | Dame Masham                                                         | Galliard                                                            | Galliard         |
| 父 Friar Rock 1913 栗毛                  | 父の母Fairy Gold 1896 栗毛                                          | Dame Masham                                                         | Pauline                                                             |                  |
| 母 Problem 1914 栗毛                     | 母の父Superman 1904 栗毛                                            | Commando                                                            | Domino                                                              | Domino           |
| 母 Problem 1914 栗毛                     | 母の父Superman 1904 栗毛                                            | Commando                                                            | Emma C.                                                             |                  |
| 母 Problem 1914 栗毛                     | 母の父Superman 1904 栗毛                                            | Anomaly                                                             | Bend Or                                                             | Bend Or          |
| 母 Problem 1914 栗毛                     | 母の父Superman 1904 栗毛                                            | Anomaly                                                             | Blue Rose                                                           |                  |
| 母 Problem 1914 栗毛                     | 母の母Query 1906 栗毛                                               | Voter                                                               | Friar's Balsam                                                      | Friar's Balsam   |
| 母 Problem 1914 栗毛                     | 母の母Query 1906 栗毛                                               | Voter                                                               | Mavourneen                                                          |                  |
| 母 Problem 1914 栗毛                     | 母の母Query 1906 栗毛                                               | Quesal                                                              | Himyar                                                              | Himyar           |
| 母 Problem 1914 栗毛                     | 母の母Query 1906 栗毛                                               | Quesal                                                              | Queen Ban                                                           |                  |
| 母系(F-No.)                              | (FN:1-o)                                                            | (FN:1-o)                                                            | (FN:1-o)                                                            | [ § 2 ]          |
| 5代内の近親交配                          | Bend Or 3×4、Himyar 5×4（母内）、Galopin 5×5（父内）、Hermit 5・5×5 | Bend Or 3×4、Himyar 5×4（母内）、Galopin 5×5（父内）、Hermit 5・5×5 | Bend Or 3×4、Himyar 5×4（母内）、Galopin 5×5（父内）、Hermit 5・5×5 | [ § 3 ]          |
| 出典                                     | 1. 2. 3.                                                            | 1. 2. 3.                                                            | 1. 2. 3.                                                            | 1. 2. 3.         |